# Подростковый фильм
Подростковый фильм — кинематографический жанр, в центре повествования которого — жизнь персонажей-подростков или людей, едва вышедших из этого возраста. Сюжет основан на их особых интересах, таких как переходный возраст, попытка вписаться, издевательства, давление со стороны сверстников, первая любовь, подростковое восстание, конфликт с родителями и подростковое отчаяние или отчуждение. Часто эти обычно серьёзные темы представлены глянцевым, стереотипным или тривиальным образом. Роль многих персонажей-подростков играют молодые взрослые актёры в возрасте от 20 до 30 лет, однако бывают и исключения, когда данных персонажей играют настоящие подростки.
Фильмы в этом жанре часто снимаются в средних школах и колледжах или содержат персонажей старшеклассников или студенческого возраста.

## Поджанры
- Подростковая научная фантастика
- Подростковый фильм ужасов
- Подростковая драма
- Подростковая комедия
- Подростковая сексуальная комедия
- Подростковый мюзикл
- Подростковый боевик
- Подростковый триллер

### Пляжный фильм
Ранние фильмы жанра в США включают фильмы о пляжных вечеринках 1950-х и 1960-х годов.

## Кодексы и соглашения
Кодексы и соглашения подростковых фильмов варьируются в зависимости от культурного контекста фильма, но они могут включать половое созревание, выпускные вечера, алкоголь, незаконные вещества, среднюю школу, вечеринки, девственность, подростковую беременность, социальные группы, межличностный конфликт со сверстниками и/или старшими поколениями, вписывание, социальное давление и поп-культуру.
Классические кодексы и условия подросткового кино взяты из американских фильмов. Одним из наиболее широко используемых конвенций является акцент на стереотипы и социальные группы. Наиболее часто используемыми стереотипами являются:
- Шутки/Болельщица
- Школьная Дива
- Гик/Ботаник
- Хулиган
- Неудачник/Изгой
- Мальчик/девочка по соседству
- Новая девочка/мальчик
- Одиночка
- Группа «ботаников»
- Классная красотка
- Классный клоун
- Стоунер
- Спортсмен
- Королева пчёл
- Студент по обмену

Помимо персонажей, есть много других кодексов и условий подросткового кино. Эти фильмы часто снимаются в средних школах и местах, посещаемых подростками, таких как торговые центры и тематические рестораны. Этот метод позволяет показывать множество различных социальных клик. Эти настройки характерны для классического романтического комедийного подросткового фильма.

## Архетипы
Хороший пример использования архетипов в подростковом фильме был показан в фильме 1985 года «Клуб «Завтрак»». С тех пор эти архетипы стали большей частью культуры. Шутки, чирлидер и социальный изгой, среди прочего, становятся знакомой и приятной особенностью для аудитории. Однако жанры динамичны; они меняются и развиваются, чтобы соответствовать ожиданиям своей целевой аудитории.

## Известные режиссёры и сценаристы

### Герман Раухер
Герман Раухер вместе с Робертом Маллиганом популяризировали жанр фильмом «Лето 42-го» (1971), и Раухер продолжил эту тенденцию, написав сценарий к фильму «Класс 44-го» (1973).

### Джордж Лукас
Джорджу Лукасу приписывают совершенствование жанра, когда снял и написал сценарий к фильму «Американские граффити» (1973).

### Джон Хьюз
Жанр завоевал больше доверия в 1980-х годах благодаря работам сценариста и режиссёра Джона Хьюза. Его наследие подростковых фильмов, включая фильмы «Клуб «Завтрак»», «Феррис Бьюллер берёт выходной», «Шестнадцать свечей» и многие другие, оказалось популярным не только среди зрителей, но и среди критиков.

### Грегг Араки
Грегг Араки снимал независимые фильмы в 1990-х годах. Его фильмы, в частности трилогия «Подростковый апокалипсис», примечательны тем, что фиксируют недовольное отношение пригородных подростков поколения X.

### Эрик Ромер
Эрик Ромер, был примечателен тем, что сосредоточился на молодых людях или молодежи и их осложнениях с любовью в ряде своих фильмов. Некоторые из этих работ: «Коллекционерка», «Колено Клер», «Полина на пляже», «Друг моей подруги» и «Летняя сказка».